# Sophronica ochreiceps
Sophronica ochreiceps là một loài bọ cánh cứng trong họ Cerambycidae.